# Park Hee-gon
Pour les articles homonymes, voir Park.
Dans ce nom coréen, le nom de famille, Park, précède le nom personnel.
Park Hee-gon (hangeul : 박희곤 ; RR : Bak Huigon ; MR : Pak Hŭigon) est un réalisateur et scénariste sud-coréen, né le 21 août 1969 et mort le 30 avril 2025 en Corée du Sud,,.

## Biographie

### Jeunesse et formation
Park Hee-gon naît le 21 août 1969, en Corée du Sud. Il a une sœur aînée, Park Geum, et deux frères aînés, Park Dae-gon et Park Jin-gon.
Jeune, il fréquente le département de langue et littérature anglaises de l'université de Gachon, d'où il sortira diplômé.

### Carrière
En 1994, Park Hee-gon commence sa carrière en tant que producteur dans une agence commerciale. En 1998, il entre dans le milieu du cinéma, où il travaille dans la société de production C&Film.
En 2001, il produit le film R. U. Ready? (2002) de Yoon Sang-ho.
En 2009, il présente, en tant que scénariste et réalisateur, son film d'action Insadong Scandal (en) (인사동 스캔들), sur lequel il est reconnu pour ses efforts de réalisation en contrefaçon artistique.
En 2011, il écrit et réalise le film de sport Perfect Game, un fait réel sur la rivalité entre deux sportifs, Sun Dong-yeol (ko) des Haitai Tigers et Choi Dong-won (ko) des Lotte Giants, en pleine compétition de championnat de Corée du Sud de baseball dans les années 1980,.
En 2016, il tourne le film fantastique Catman, avec la production chinoise. Sa sortie nationale est prévue en 2017, mais annulée en raison de mise en place d'une batterie de missiles sol-air américaines THAAD en Corée du Sud, qui est fortement critiquée par la Chine et la Russie. La date est reportée au 14 mars 2021, avant d'être prolongée indéfiniment.
Après la planification pour le film sportif Champion (2018) de Kim Yong-wan, il réalise, à la mi-août 2017, le film historique Fengshui (2018) qui centre sur un expert en pungsu (l'équivalent coréen du feng shui).

« Le réalisateur, Park Hee-Gon, a passablement réussi à garder le suspense avec des personnages intrigants et à décrire le danger, bien que ce ne soit pas une tâche extrêmement difficile avec l'abondance d'acteurs de qualité. (…) Cependant, le film repose trop sur la chance, les approximations et la force brute pour devenir un drame politique »

— Yoon Min-sik du journal The Korea Herald
Le réalisateur écrit le scénario en deux mois et demi, après être « tombé sur des histoires de victimes liées à des incidents tels que le commerce en ligne et l'hameçonnage par téléphone », et réalise, à la mi-juillet 2021, le thriller Don't Buy the Seller (2023), avec l'actrice Shin Hye-sun dans le rôle principal.

### Mort
Park Hee-kon est resté longtemps dans le coma, à la suite d'un arrêt cardiaque, survenu en fin 2023, et meurt dans la matinée du 30 avril 2025. Ses funérailles ont lieu, le 2 mai, à l'hôpital Myongji à Goyang (Gyeonggi),.

## Filmographie

### Réalisateur
- 2009 : Insadong Scandal (en) (인사동 스캔들)
- 2011 : Perfect Game (퍼펙트 게임)
- 2018 : Fengshui (명당)
- 2023 : Don't Buy the Seller (타겟)

### Scénariste
- 2009 : Insadong Scandal (en) (인사동 스캔들) de lui-même
- 2011 : Perfect Game (퍼펙트 게임) de lui-même
- 2023 : Don't Buy the Seller (타겟) de lui-même

### Producteur
- 2002 : R. U. Ready? (윤상호) de Yoon Sang-ho
- 2018 : Champion (챔피언) de Kim Yong-wan (producteur exécutif)